# Nelly Landry
Nelly Adamson Landry, francoska tenisačica, * 28. december 1916, Orsett, Anglija, † 22. februar 2010.
Največji uspeh v karieri je dosegla z zmago v posamični konkurenci na turnirju za Amatersko prvenstvo Francije leta 1948, ko je v finalu premagala Shirley Fry. Še dvakrat se je uvrstila v finale, leta 1938 jo je premagala Simonne Mathieu, leta 1949 pa Margaret Osborne. Na turnirjih za Prvenstvo Anglije se je najdlje uvrstila v četrtfinale leta 1948, na turnirjih za Nacionalno prvenstvo ZDA pa v tretji krog istega leta. V konkurenci ženskih dvojic se je enkrat uvrstila v finale na turnirju za Amatersko prvenstvo Francije.

## Finali Grand Slamov

### Posamično (3)

#### Zmage (1)
| Leto | Turnir                       | Nasprotnica v finalu | Rezultat finala |
| 1948 | Amatersko prvenstvo Francije | Shirley Fry          | 6–2, 0–6, 6–0   |

#### Porazi (2)
| Leto | Turnir                           | Nasprotnica v finalu | Rezultat finala |
| 1938 | Amatersko prvenstvo Francije     | Simonne Mathieu      | 0–6, 3–6        |
| 1949 | Amatersko prvenstvo Francije (2) | Margaret Osborne     | 5–7, 2–6        |

### Ženske dvojice (1)

#### Porazi (1)
| Leto | Turnir                       | Partnerica    | Nasprotnici v finalu         | Rezultat finala |
| 1938 | Amatersko prvenstvo Francije | Arlette Harff | Simonne Mathieu Billie Yorke | 6–3, 6–3        |